# Cratere van den Bos
van den Bos è un cratere lunare di 25,18 km situato nella parte sud-occidentale della faccia nascosta della Luna.